# 鷹ノ巣山 (愛知県)
鷹ノ巣山（たかのすやま）は、愛知県北設楽郡設楽町にある山である。通称、段戸山（だんどさん・だんどやま）。ただし段戸山という名称は鷹ノ巣山自体を指す場合と、鷹ノ巣山を含めて設楽町から豊田市内旧足助町域・下山村域境まで至る山塊を指す場合がある。

## 概要
北設楽郡設楽町にある山。美濃三河高原に位置する。標高1,153m
。愛知県有数の山である。2011年（平成23年）7月28日、関係自治体の申請により従来の段戸山から、現行の鷹ノ巣山へ名称を変更している。周囲は段戸高原県立自然公園に指定されており、江戸幕府御林から明治維新後の段戸国有林に引き継がれて保護されてきた歴史を持つ。特に愛知高原国定公園内裏谷地区の段戸裏谷原生林（きららの森）には東海自然歩道が通り、うち14ヘクタール強は段戸モミ・ツガ植物群落保護林に指定されるなど、開発・伐採が制限されている。